# Тайка
Та́йка (яп. 大化, たいか, «великі перетворення») — девіз правління в Японії. 645—650 роки. Період Асука. Доба правління Імператора Котоку.

## Короткі відомості
- Монарх: Імператор Котоку.
- Причина встановлення: заспокоєння Піднебесної, упорядкування державних справ.
- Дата встановлення: 19 число 6 місяця 4 року правління Імператора Котоку.
- Джерело девізу:

56 том «Книги Хань» — 古者修教訓之官務以徳善化民、已大化之後天下常亡一人之獄矣.
20 том «Книги Сун» — 神武鷹揚、大化咸煕.
- Радник встановлення: невідомий
- Основні події:

1 рік — створення косекі у Східній Японії, початок упорядкування земльного кадастру, перенесення столиці до Наніви.
2 рік — рескрипт про реформи (改新の詔), указ про обмеження розмірів могил (薄葬令).

## Порівняльна таблиця
| Роки Тайка            | 1    | 2    | 3    | 4    | 5    | 6    |
| --------------------- | ---- | ---- | ---- | ---- | ---- | ---- |
| Європейський календар | 645  | 646  | 647  | 648  | 649  | 650  |
| Китайський календар   | 乙巳 | 丙午 | 丁未 | 戊申 | 己酉 | 庚戌 |